# Tarakäkä Peak
Tarakäkä Peak är en bergstopp i Antarktis. Den ligger i Östantarktis. Nya Zeeland gör anspråk på området. Toppen på Tarakäkä Peak är 700 meter över havet.
Terrängen runt Tarakäkä Peak är kuperad åt sydost, men åt nordväst är den bergig. Terrängen runt Tarakäkä Peak sluttar österut. Trakten är obefolkad. Det finns inga samhällen i närheten. 